# Hagnagora flavior
Hagnagora flavior là một loài bướm đêm trong họ Geometridae.